# Cervus
Cervus là một chi động vật có vú trong họ Hươu nai, bộ Guốc chẵn. Chi này được Linnaeus miêu tả năm 1758. Loài điển hình của chi này là Cervus elaphus Linnaeus, 1758.

## Đồng nghĩa
Danh pháp đồng nghĩa của chi Vervus gồm:
- Elaphoceros Fitzinger, 1874;
- Elaphus C. H. Smith, 1827;
- Eucervus Acloque, 1899;
- Harana Hodgson, 1838;
- Pseudaxis Gray, 1872;
- Pseudocervus Hodgson, 1841;
- Sica Trouessart, 1898;
- Sika Sclater, 1870;
- Sikelaphus Heude, 1894;
- Sikaillus Heude, 1898.

## Các loài
Chi này gồm các loài:
- Cervus albirostris
- Cervus elaphus
- Cervus canadensis
- Cervus nippon

Theo ITIS:

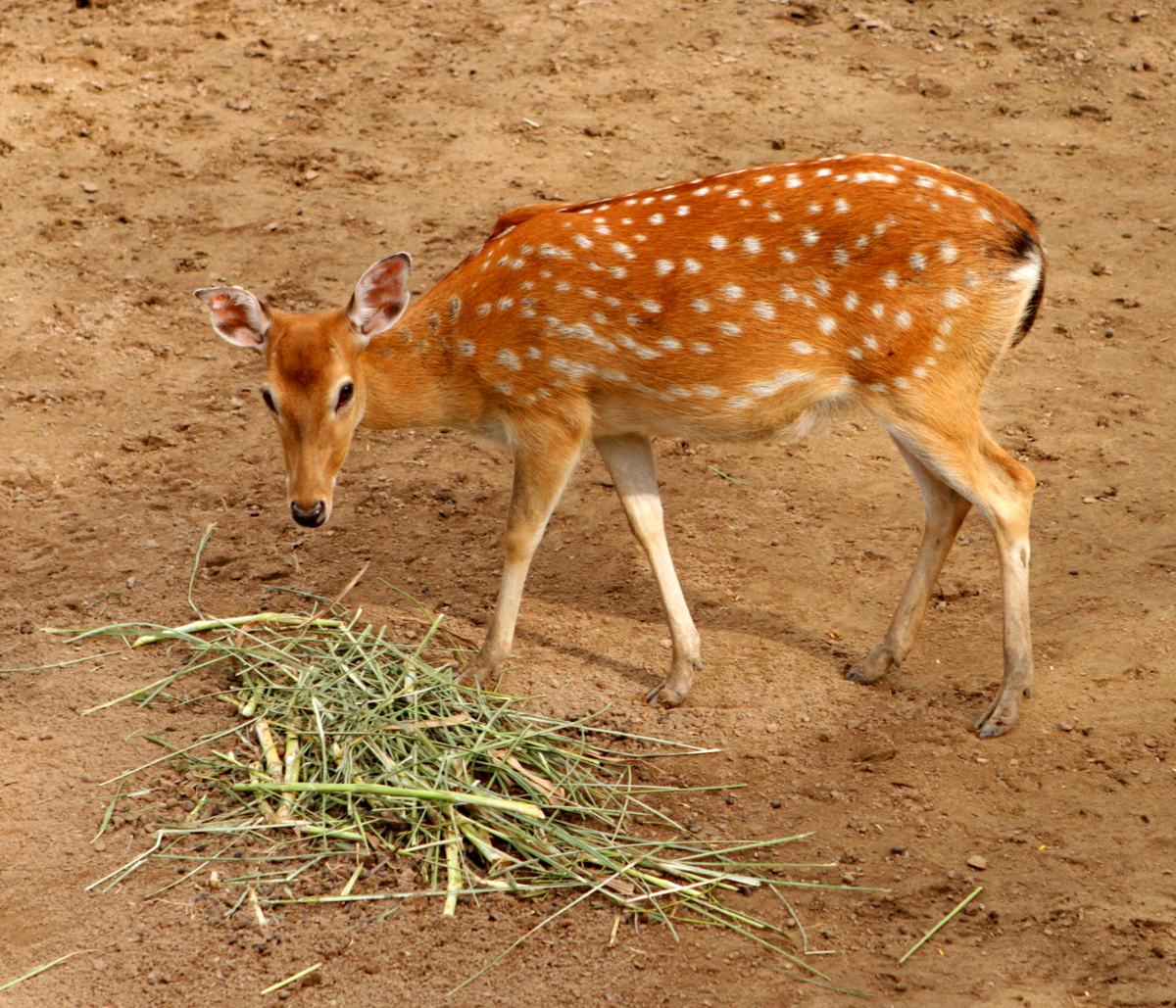
Hươu sao Việt Nam

- Cervus albirostris Przewalski, 1883
- Cervus alfredi Sclater, 1870
- Cervus duvaucelii G. Cuvier, 1823
- Cervus elaphus Linnaeus, 1758
- Cervus eldii M'Clelland, 1842
- Cervus mariannus Desmarest, 1822
- Cervus nippon Temminck, 1838
- Cervus schomburgki Blyth, 1863
- Cervus timorensis Blainville, 1822
- Cervus unicolor Kerr, 1792

Theo MSW:
- Cervus elaphus
  - Cervus elaphus alashanicus
  - Cervus elaphus atlanticus
  - Cervus elaphus barbarus
  - Cervus elaphus brauneri
  - Cervus elaphus canadensis
  - Cervus elaphus corsicanus
  - Cervus elaphus elaphus
  - Cervus elaphus hanglu
  - Cervus elaphus hispanicus
  - Cervus elaphus kansuensis
  - Cervus elaphus macneilli
  - Cervus elaphus maral
  - Cervus elaphus nannodes
  - Cervus elaphus pannoniensis
  - Cervus elaphus songaricus
  - Cervus elaphus wallichii
  - Cervus elaphus xanthopygus
  - Cervus elaphus yarkandensis
- Cervus nippon
  - Cervus nippon aplodontus
  - Cervus nippon grassianus
  - Cervus nippon hortulorum
  - Cervus nippon keramae
  - Cervus nippon kopschi
  - Cervus nippon mageshimae
  - Cervus nippon mandarinus
  - Cervus nippon mantchuricus
  - Cervus nippon nippon
  - Cervus nippon pseudaxis
  - Cervus nippon pulchellus
  - Cervus nippon sichuanicus
  - Cervus nippon soloensis
  - Cervus nippon taiouanus
  - Cervus nippon yakushimae
  - Cervus nippon yesoensis

## Hình ảnh

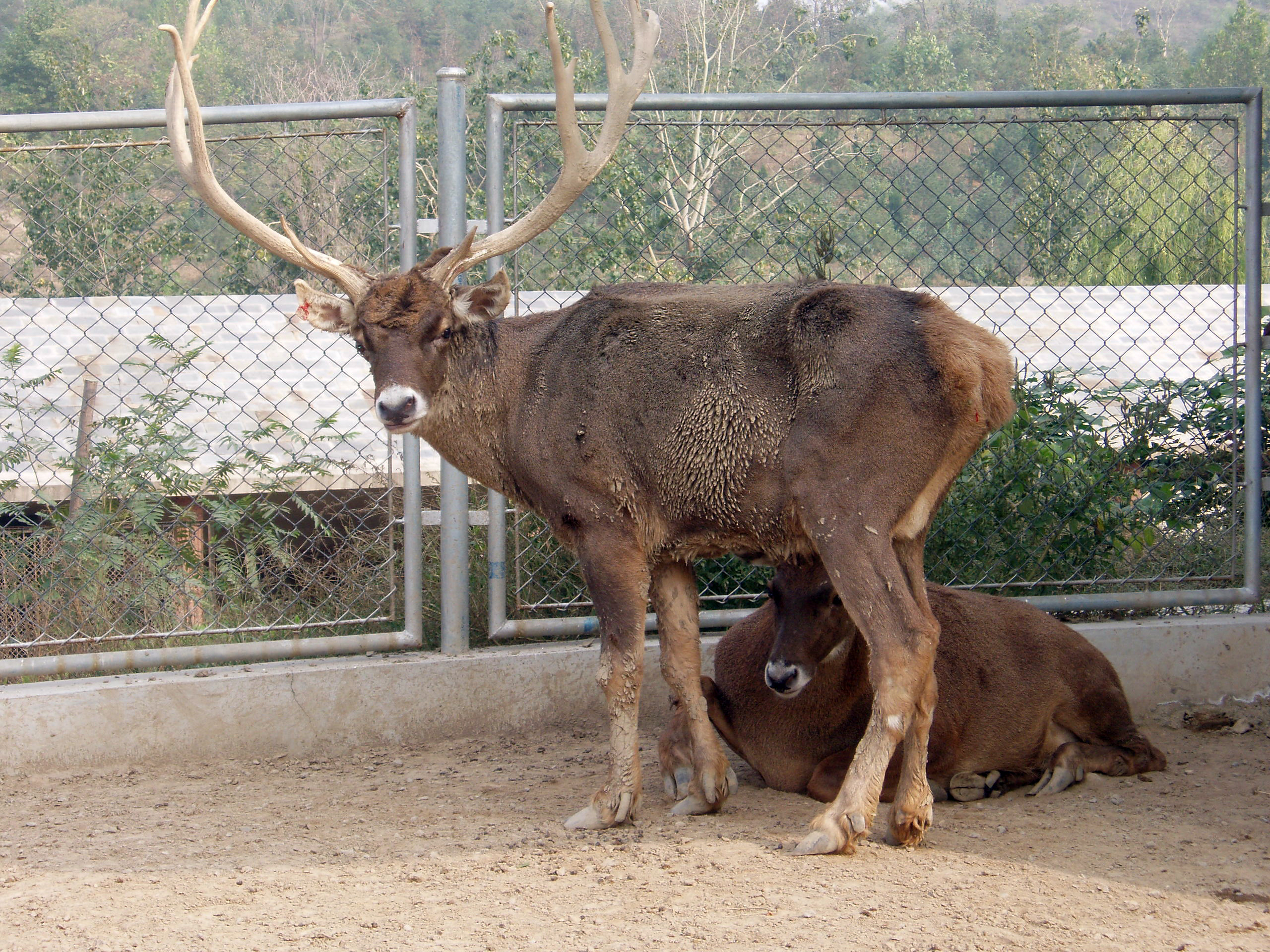
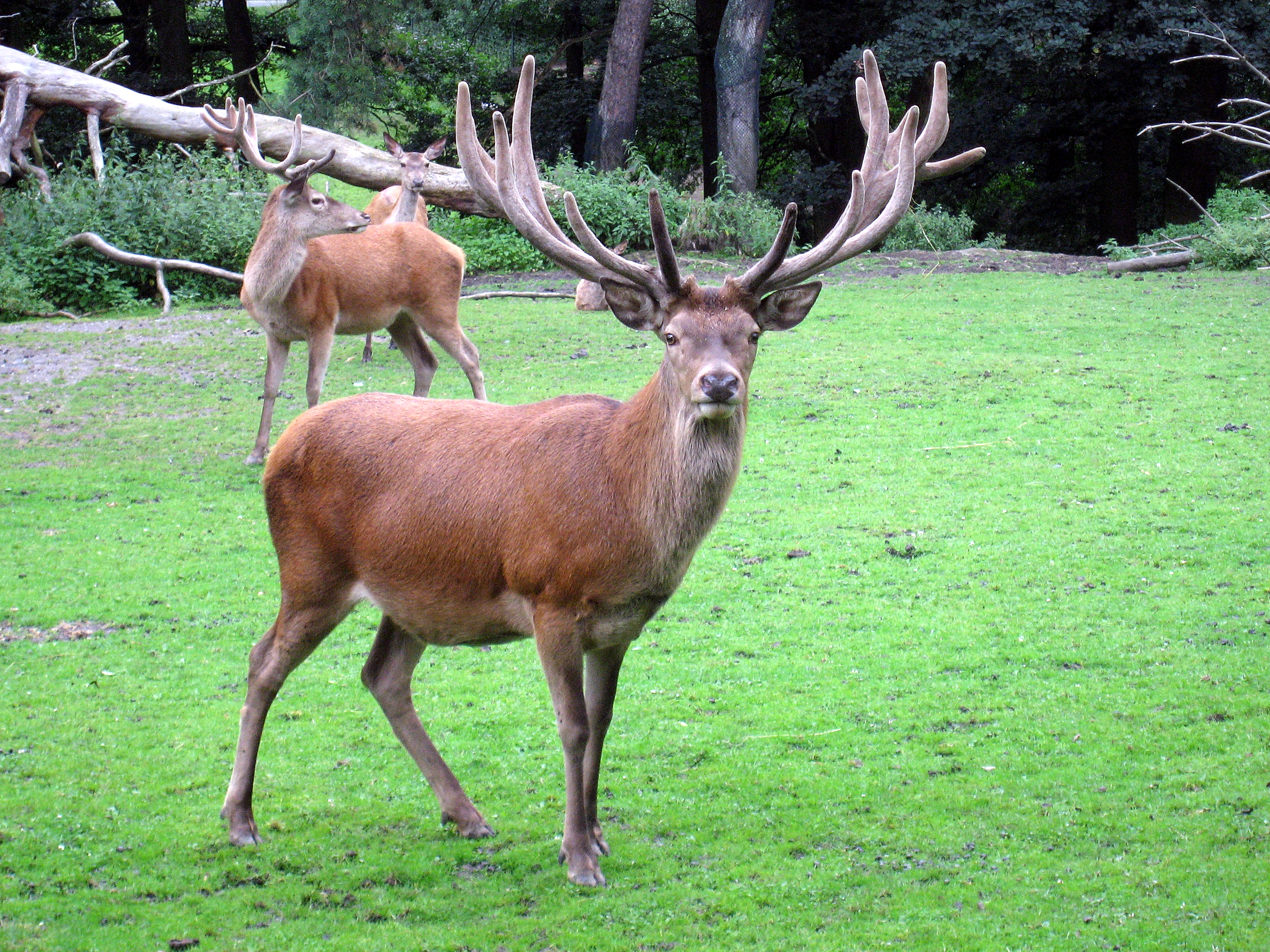
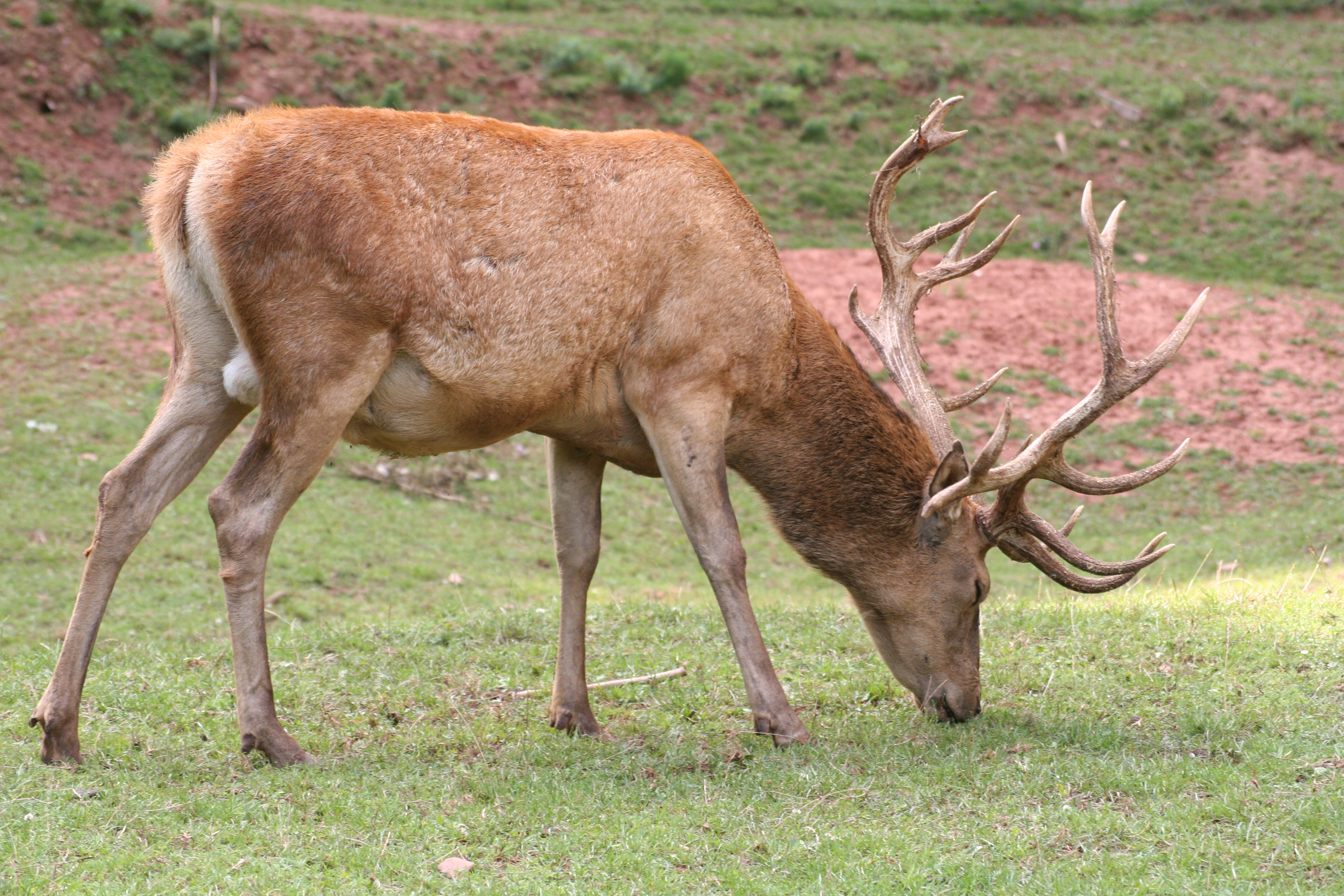
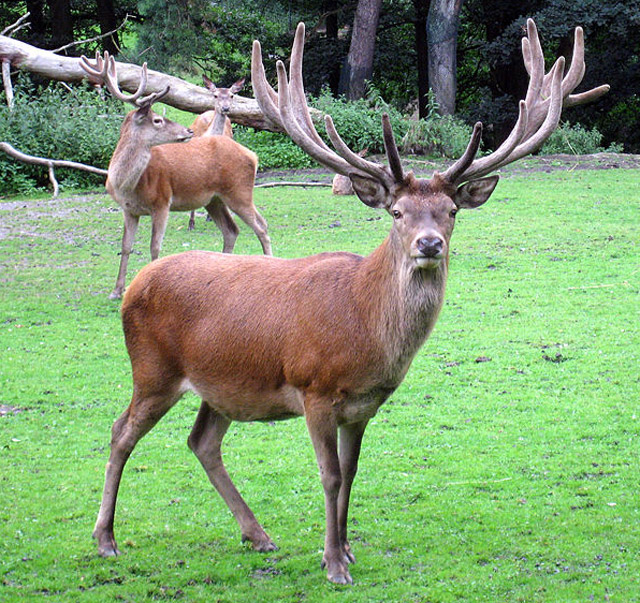